# Grand Prix Hiszpanii 2024
Grand Prix Hiszpanii 2024, oficjalnie Formula 1 Aramco Gran Premio de España 2024 – dziesiąta runda Mistrzostw Świata Formuły 1 w sezonie 2024. Grand Prix odbyło się w dniach 21–23 czerwca 2024 na torze Circuit de Barcelona-Catalunya w Montmeló. Wyścig wygrał Max Verstappen (Red Bull Racing), a na podium stanęli kolejno: Lando Norris (McLaren) i Lewis Hamilton (Mercedes).

## Lista startowa
Oliver Bearman zastąpił Nico Hülkenberga w zespole Haas podczas pierwszego treningu.
Na niebieskim tle kierowcy biorący udział jedynie w piątkowych treningach.
| Nr          | Kierowca         | Zespół                        | Samochód                          | Silnik              | Opony |
| ----------- | ---------------- | ----------------------------- | --------------------------------- | ------------------- | ----- |
| 1           | Max Verstappen   | Oracle Red Bull Racing        | Red Bull RB20                     | Honda RBPTH002      | P     |
| 2           | Logan Sargeant   | Williams Racing               | Williams FW46                     | Mercedes-AMG F1 M15 | P     |
| 3           | Daniel Ricciardo | Visa Cash App RB F1 Team      | RB VCARB 01                       | Honda RBPTH002      | P     |
| 4           | Lando Norris     | McLaren Formula 1 Team        | McLaren MCL38                     | Mercedes-AMG F1 M15 | P     |
| 10          | Pierre Gasly     | BWT Alpine F1 Team            | Alpine A524                       | Renault E-Tech RE24 | P     |
| 11          | Sergio Pérez     | Oracle Red Bull Racing        | Red Bull RB20                     | Honda RBPTH002      | P     |
| 14          | Fernando Alonso  | Aston Martin Aramco F1 Team   | Aston Martin AMR24                | Mercedes-AMG F1 M15 | P     |
| 16          | Charles Leclerc  | Scuderia Ferrari HP           | Ferrari SF-24                     | Ferrari 066/12      | P     |
| 18          | Lance Stroll     | Aston Martin Aramco F1 Team   | Aston Martin AMR24                | Mercedes-AMG F1 M15 | P     |
| 20          | Kevin Magnussen  | MoneyGram Haas F1 Team        | Haas VF-24                        | Ferrari 066/10      | P     |
| 22          | Yūki Tsunoda     | Visa Cash App RB F1 Team      | RB VCARB 01                       | Honda RBPTH002      | P     |
| 23          | Alexander Albon  | Williams Racing               | Williams FW46                     | Mercedes-AMG F1 M15 | P     |
| 24          | Zhou Guanyu      | Stake F1 Team Kick Sauber     | Kick Sauber C44                   | Ferrari 066/12      | P     |
| 27          | Nico Hülkenberg  | MoneyGram Haas F1 Team        | Haas VF-24                        | Ferrari 066/10      | P     |
| 31          | Esteban Ocon     | BWT Alpine F1 Team            | Alpine A524                       | Renault E-Tech RE24 | P     |
| 44          | Lewis Hamilton   | Mercedes-AMG PETRONAS F1 Team | Mercedes-AMG F1 W15 E Performance | Mercedes-AMG F1 M15 | P     |
| 50          | Oliver Bearman   | MoneyGram Haas F1 Team        | Haas VF-24                        | Ferrari 066/10      | P     |
| 55          | Carlos Sainz Jr. | Scuderia Ferrari HP           | Ferrari SF-24                     | Ferrari 066/12      | P     |
| 63          | George Russell   | Mercedes-AMG PETRONAS F1 Team | Mercedes-AMG F1 W15 E Performance | Mercedes-AMG F1 M15 | P     |
| 77          | Valtteri Bottas  | Stake F1 Team Kick Sauber     | Kick Sauber C44                   | Ferrari 066/12      | P     |
| 81          | Oscar Piastri    | McLaren Formula 1 Team        | McLaren MCL38                     | Mercedes-AMG F1 M15 | P     |
| Źródło: FIA |                  |                               |                                   |                     |       |

## Wyniki

### Najlepsze czasy sesji treningowych
| Sesja       | Nr | Kierowca         | Konstruktor      | Czas     | Okr. |
| ----------- | -- | ---------------- | ---------------- | -------- | ---- |
| 1           | 4  | Lando Norris     | McLaren-Mercedes | 1:14,228 | 26   |
| 2           | 44 | Lewis Hamilton   | Mercedes         | 1:13,264 | 28   |
| 3           | 55 | Carlos Sainz Jr. | Ferrari          | 1:13,013 | 18   |
| Źródło: FIA |    |                  |                  |          |      |

### Kwalifikacje
| P                    | Nr | Kierowca         | Konstruktor                  | Czasy w kwalifikacjach | Czasy w kwalifikacjach | Czasy w kwalifikacjach | Poz. s. |
| P                    | Nr | Kierowca         | Konstruktor                  | Q1                     | Q2                     | Q3                     | Poz. s. |
| -------------------- | -- | ---------------- | ---------------------------- | ---------------------- | ---------------------- | ---------------------- | ------- |
| 1                    | 4  | Lando Norris     | McLaren-Mercedes             | 1:12,386               | 1:11,872               | 1:11,383               | 1       |
| 2                    | 1  | Max Verstappen   | Red Bull Racing-Honda RBPT   | 1:12,306               | 1:11,653               | 1:11,403               | 2       |
| 3                    | 44 | Lewis Hamilton   | Mercedes                     | 1:12,143               | 1:11,792               | 1:11,701               | 3       |
| 4                    | 63 | George Russell   | Mercedes                     | 1:12,456               | 1:11,812               | 1:11,703               | 4       |
| 5                    | 16 | Charles Leclerc  | Ferrari                      | 1:12,257               | 1:12,038               | 1:11,731               | 5       |
| 6                    | 55 | Carlos Sainz Jr. | Ferrari                      | 1:12,403               | 1:11,874               | 1:11,736               | 6       |
| 7                    | 10 | Pierre Gasly     | Alpine-Renault               | 1:12,651               | 1:12,079               | 1:11,857               | 7       |
| 8                    | 11 | Sergio Pérez     | Red Bull Racing-Honda RBPT   | 1:12,477               | 1:12,054               | 1:12,061               | 11      |
| 9                    | 31 | Esteban Ocon     | Alpine-Renault               | 1:12,691               | 1:12,109               | 1:12,125               | 8       |
| 10                   | 81 | Oscar Piastri    | McLaren-Mercedes             | 1:12,460               | 1:12,011               | –                      | 9       |
| 11                   | 14 | Fernando Alonso  | Aston Martin Aramco-Mercedes | 1:12,505               | 1:12,128               |                        | 10      |
| 12                   | 77 | Valtteri Bottas  | Kick Sauber-Ferrari          | 1:12,758               | 1:12,227               |                        | 12      |
| 13                   | 27 | Nico Hülkenberg  | Haas-Ferrari                 | 1:12,708               | 1:12,310               |                        | 13      |
| 14                   | 18 | Lance Stroll     | Aston Martin Aramco Mercedes | 1:12,881               | 1:12,372               |                        | 14      |
| 15                   | 24 | Zhou Guanyu      | Kick Sauber-Ferrari          | 1:12,880               | 1:12,738               |                        | 15      |
| 16                   | 20 | Kevin Magnussen  | Haas-Ferrari                 | 1:12,937               |                        |                        | 16      |
| 17                   | 22 | Yūki Tsunoda     | RB-Honda RBPT                | 1:12,985               |                        |                        | 17      |
| 18                   | 3  | Daniel Ricciardo | RB-Honda RBPT                | 1:13,075               |                        |                        | 18      |
| 19                   | 23 | Alexander Albon  | Williams-Mercedes            | 1:13,153               |                        |                        | PL      |
| 20                   | 2  | Logan Sargeant   | Williams-Mercedes            | 1:13,509               |                        |                        | 19      |
| 107% czasu: 1:17,193 |    |                  |                              |                        |                        |                        |         |
| Źródło: FIA          |    |                  |                              |                        |                        |                        |         |

### Wyścig
| P           | Nr | Kierowca         | Konstruktor                  | Okr. | Czas         | Poz. s. | +/−       | Punkty |
| ----------- | -- | ---------------- | ---------------------------- | ---- | ------------ | ------- | --------- | ------ |
| 1           | 1  | Max Verstappen   | Red Bull Racing-Honda RBPT   | 66   | 1:28:20,227  | 2       | 1         | 25     |
| 2           | 4  | Lando Norris     | McLaren-Mercedes             | 66   | +2,219       | 1       | 1         | 18+1   |
| 3           | 44 | Lewis Hamilton   | Mercedes                     | 66   | +17,790      | 3       | Bez zmian | 15     |
| 4           | 63 | George Russell   | Mercedes                     | 66   | +22,320      | 4       | Bez zmian | 12     |
| 5           | 16 | Charles Leclerc  | Ferrari                      | 66   | +22,709      | 5       | Bez zmian | 10     |
| 6           | 55 | Carlos Sainz Jr. | Ferrari                      | 66   | +31,028      | 6       | Bez zmian | 8      |
| 7           | 81 | Oscar Piastri    | McLaren-Mercedes             | 66   | +33,760      | 9       | 2         | 6      |
| 8           | 11 | Sergio Pérez     | Red Bull Racing-Honda RBPT   | 66   | +59,524      | 11      | 3         | 4      |
| 9           | 10 | Pierre Gasly     | Alpine-Renault               | 66   | +62,025      | 7       | 2         | 2      |
| 10          | 31 | Esteban Ocon     | Alpine-Renault               | 66   | +71,889      | 8       | 2         | 1      |
| 11          | 27 | Nico Hülkenberg  | Haas-Ferrari                 | 66   | +79,215      | 13      | 2         |        |
| 12          | 14 | Fernando Alonso  | Aston Martin Aramco-Mercedes | 65   | +1 okrążenie | 10      | 2         |        |
| 13          | 24 | Zhou Guanyu      | Kick Sauber-Ferrari          | 65   | +1 okrążenie | 15      | 2         |        |
| 14          | 18 | Lance Stroll     | Aston Martin Aramco-Mercedes | 65   | +1 okrążenie | 14      | Bez zmian |        |
| 15          | 3  | Daniel Ricciardo | RB-Honda RBPT                | 65   | +1 okrążenie | 18      | 3         |        |
| 16          | 77 | Valtteri Bottas  | Kick Sauber-Ferrari          | 65   | +1 okrążenie | 12      | 4         |        |
| 17          | 20 | Kevin Magnussen  | Haas-Ferrari                 | 65   | +1 okrążenie | 16      | 1         |        |
| 18          | 23 | Alexander Albon  | Williams-Mercedes            | 65   | +1 okrążenie | PL      | 2         |        |
| 19          | 22 | Yūki Tsunoda     | RB-Honda RBPT                | 65   | +1 okrążenie | 17      | 2         |        |
| 20          | 2  | Logan Sargeant   | Williams-Mercedes            | 64   | +2 okrążenia | 19      | 1         |        |
| Źródło: FIA |    |                  |                              |      |              |         |           |        |

### Najszybsze okrążenie
| Nr          | Kierowca     | Konstruktor      | Czas     | Okr. |
| ----------- | ------------ | ---------------- | -------- | ---- |
| 4           | Lando Norris | McLaren-Mercedes | 1:17,115 | 51   |
| Źródło: FIA |              |                  |          |      |

### Prowadzenie w wyścigu
| Nr                              | Kierowca       | Konstruktor     | Okrążenia   | Suma |
| ------------------------------- | -------------- | --------------- | ----------- | ---- |
| 63                              | George Russell | Mercedes        | 1–2         | 2    |
| 1                               | Max Verstappen | Red Bull Racing | 3–17, 24–66 | 58   |
| 4                               | Lando Norris   | McLaren         | 18–23       | 6    |
| \| Wykres \| \| ------ \| \| \| |                |                 |             |      |
| Źródło: FIA                     |                |                 |             |      |
| Wykres                          |                |                 |             |      |
|                                 |                |                 |             |      |

## Klasyfikacja po wyścigu

### Kierowcy
| P           | +/−       | Kierowca         | Zgł. | Punkty | P1 | P2 | P3 | PP | NO | NS | NU |
| ----------- | --------- | ---------------- | ---- | ------ | -- | -- | -- | -- | -- | -- | -- |
| 1           | Bez zmian | Max Verstappen   | 10   | 219    | 7  | 1  | –  | 7  | 2  | 2  | 2  |
| 2           | 1         | Lando Norris     | 10   | 150    | 1  | 4  | 1  | 1  | 1  | –  | –  |
| 3           | 1         | Charles Leclerc  | 10   | 148    | 1  | 1  | 3  | 1  | 2  | 1  | 1  |
| 4           | Bez zmian | Carlos Sainz Jr. | 9    | 116    | 1  | –  | 3  | –  | –  | 1  | 1  |
| 5           | Bez zmian | Sergio Pérez     | 10   | 111    | –  | 3  | 1  | –  | –  | 2  | 2  |
| 6           | Bez zmian | Oscar Piastri    | 10   | 87     | –  | 1  | –  | –  | 1  | –  | –  |
| 7           | Bez zmian | George Russell   | 10   | 81     | –  | –  | 1  | 1  | 1  | –  | 1  |
| 8           | Bez zmian | Lewis Hamilton   | 10   | 70     | –  | –  | 1  | –  | 2  | 1  | 1  |
| 9           | Bez zmian | Fernando Alonso  | 10   | 41     | –  | –  | –  | –  | 1  | –  | –  |
| 10          | Bez zmian | Yūki Tsunoda     | 10   | 19     | –  | –  | –  | –  | –  | 1  | 1  |
| 11          | Bez zmian | Lance Stroll     | 10   | 17     | –  | –  | –  | –  | –  | 1  | 1  |
| 12          | Bez zmian | Daniel Ricciardo | 10   | 9      | –  | –  | –  | –  | –  | 2  | 2  |
| 13          | Bez zmian | Oliver Bearman   | 1    | 6      | –  | –  | –  | –  | –  | –  | –  |
| 14          | Bez zmian | Nico Hülkenberg  | 10   | 6      | –  | –  | –  | –  | –  | 1  | 1  |
| 15          | Bez zmian | Pierre Gasly     | 10   | 5      | –  | –  | –  | –  | –  | 1  | 1  |
| 16          | 1         | Esteban Ocon     | 10   | 3      | –  | –  | –  | –  | –  | 1  | 1  |
| 17          | 1         | Alexander Albon  | 10   | 2      | –  | –  | –  | –  | –  | 3  | 3  |
| 18          | Bez zmian | Kevin Magnussen  | 10   | 1      | –  | –  | –  | –  | –  | 1  | 1  |
| 19          | Bez zmian | Zhou Guanyu      | 10   | 0      | –  | –  | –  | –  | –  | 1  | 1  |
| 20          | Bez zmian | Valtteri Bottas  | 10   | 0      | –  | –  | –  | –  | –  | 1  | 1  |
| 21          | Bez zmian | Logan Sargeant   | 9    | 0      | –  | –  | –  | –  | –  | 2  | 2  |
| Źródło: FIA |           |                  |      |        |    |    |    |    |    |    |    |

### Konstruktorzy
| P           | +/-       | Konstruktor                  | Zgł. | Punkty | P1 | P2 | P3 | PP | NO | NS | NU |
| ----------- | --------- | ---------------------------- | ---- | ------ | -- | -- | -- | -- | -- | -- | -- |
| 1           | Bez zmian | Red Bull Racing-Honda RBPT   | 20   | 330    | 7  | 4  | 1  | 7  | 2  | 3  | 3  |
| 2           | Bez zmian | Ferrari                      | 20   | 270    | 2  | 1  | 6  | 1  | 2  | 2  | 2  |
| 3           | Bez zmian | McLaren-Mercedes             | 20   | 237    | 1  | 5  | 1  | 1  | 2  | –  | –  |
| 4           | Bez zmian | Mercedes                     | 20   | 151    | –  | –  | 2  | 1  | 3  | 1  | 2  |
| 5           | Bez zmian | Aston Martin Aramco-Mercedes | 20   | 58     | –  | –  | –  | –  | 1  | 1  | 1  |
| 6           | Bez zmian | RB-Honda RBPT                | 20   | 28     | –  | –  | –  | –  | –  | 3  | 3  |
| 7           | 1         | Alpine-Renault               | 20   | 8      | –  | –  | –  | –  | –  | 2  | 2  |
| 8           | 1         | Haas-Ferrari                 | 20   | 7      | –  | –  | –  | –  | –  | 2  | 2  |
| 9           | 1         | Williams-Mercedes            | 19   | 2      | –  | –  | –  | –  | –  | 5  | 5  |
| 10          | Bez zmian | Kick Sauber-Ferrari          | 20   | 0      | –  | –  | –  | –  | –  | 2  | 2  |
| Źródło: FIA |           |                              |      |        |    |    |    |    |    |    |    |